# Michael Dell
Michael Saul Dell (Houston, 23 febbraio 1965) è un imprenditore statunitense.

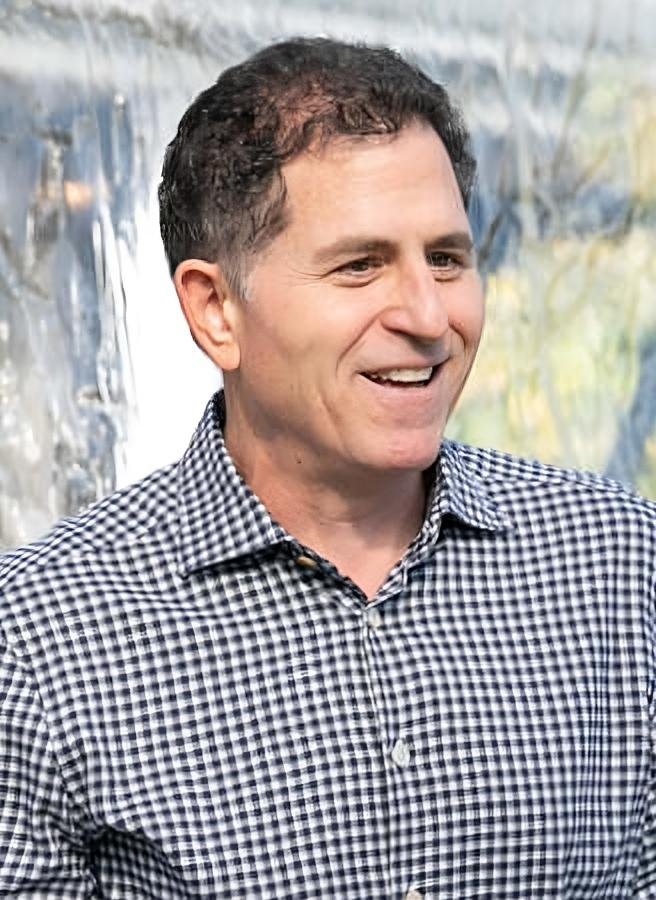
Michael Dell nel 2021

Fondatore e CEO della Dell Inc., un'azienda tra i leader mondiali nel settore delle forniture hardware per computer, nell'ottobre del 2015 rileva per 67 miliardi di dollari la EMC Corporation, gigante americano di servizi informatici per le imprese. Con questa operazione di fusione, perfezionata nel settembre 2016, nasce Dell Technologies, un colosso mondiale nella tecnologia dell'informazione. Nel gennaio 2013 aveva fatto un'offerta per acquisire Dell Inc. per 24,4 miliardi di dollari nel più grande management buyout dalla Grande Recessione. Dell Inc. è diventata ufficialmente privata nell'ottobre 2013. La società è stata nuovamente quotata in borsa nel dicembre 2018. 
Secondo Forbes, al 23 luglio 2024, risulta essere uno degli uomini più ricchi al mondo, con un patrimonio stimato di 117,2 miliardi di dollari. A maggio 2025, secondo il Bloomberg Billionaires Index, è la 14a persona più ricca del mondo con un patrimonio netto di 125 miliardi di dollari. A partire dall'ottobre 2023, secondo Forbes, circa 50 miliardi di dollari del suo patrimonio netto derivavano dalla sua partecipazione del 50% in Dell e del 40% in VMware, mentre il resto era detenuto dal suo family office DFO Management. 

## Biografia
È figlio di un dentista, Alexander Dell, e di un'agente di cambio, Lorrane Charlotte Lafgen. All'età di sette anni ha il suo primo calcolatore, a quindici anni il suo primo computer, un Apple II, che disassembla e poi ricostruisce. Dopo aver frequentato le scuole elementari alla Herod Elementary, studia al Memorial High School di Houston, dove non brilla per i risultati scolastici. D'estate fa qualche lavoretto, dal lavapiatti alla vendita di abbonamenti per lo Houston Post. Preso il diploma, va alla University of Texas, a Austin, Texas, con l'intento di diventare un medico; i suoi compagni giocano a basket o a football americano, lui passa invece il tempo a risolvere con alcuni amici enigmi ricorrendo alla matematica. Nel 1984, l'anno del lancio del Mac da parte di Steve Jobs, incomincia a vendere fuori dal suo dormitorio universitario i primi kit di aggiornamento per PC e fonda anche, con mille dollari in tasca, la sua prima società, la PC's Limited.

## Carriera lavorativa

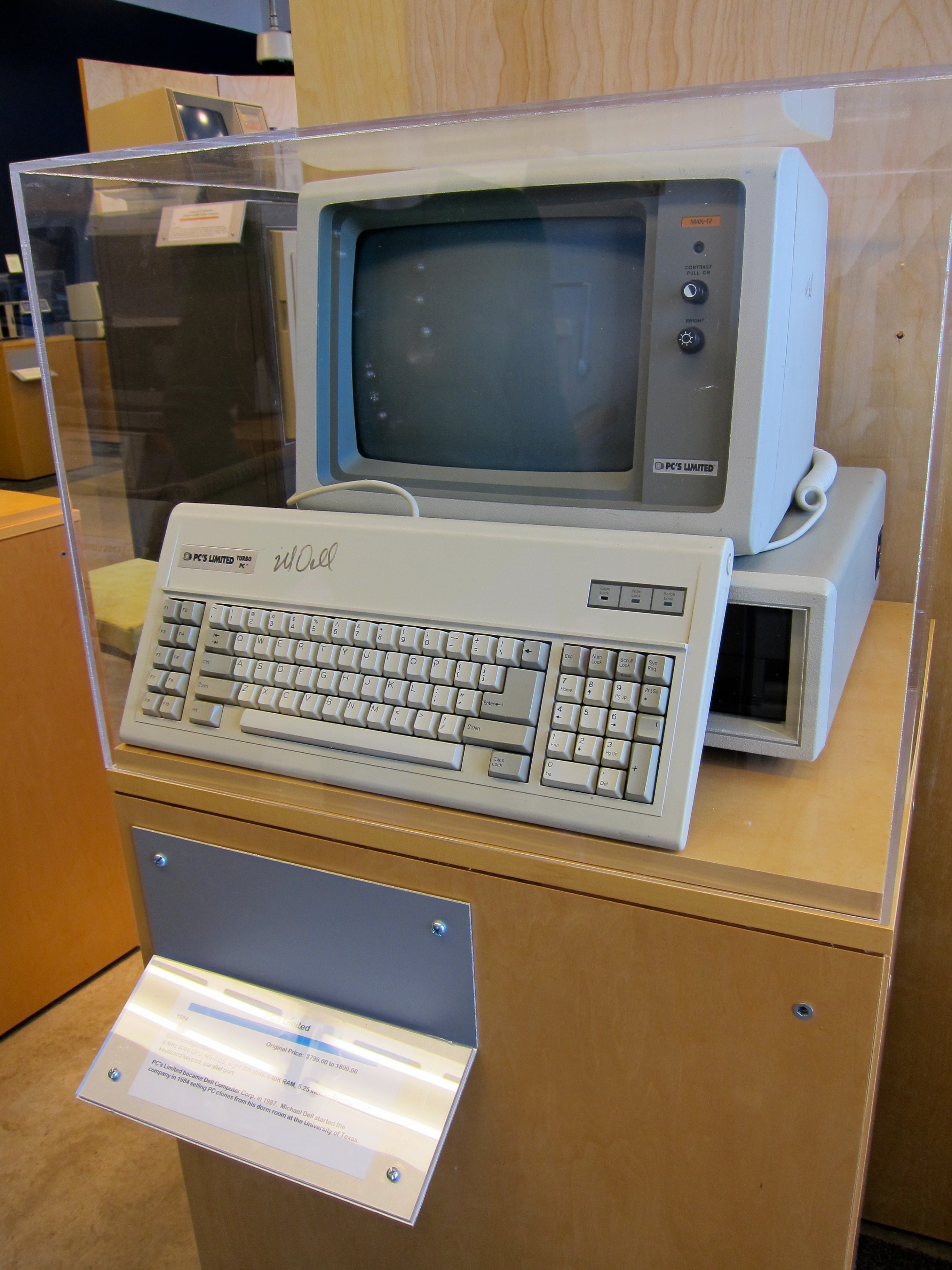
Un Limited Turbo PC firmato da Dell

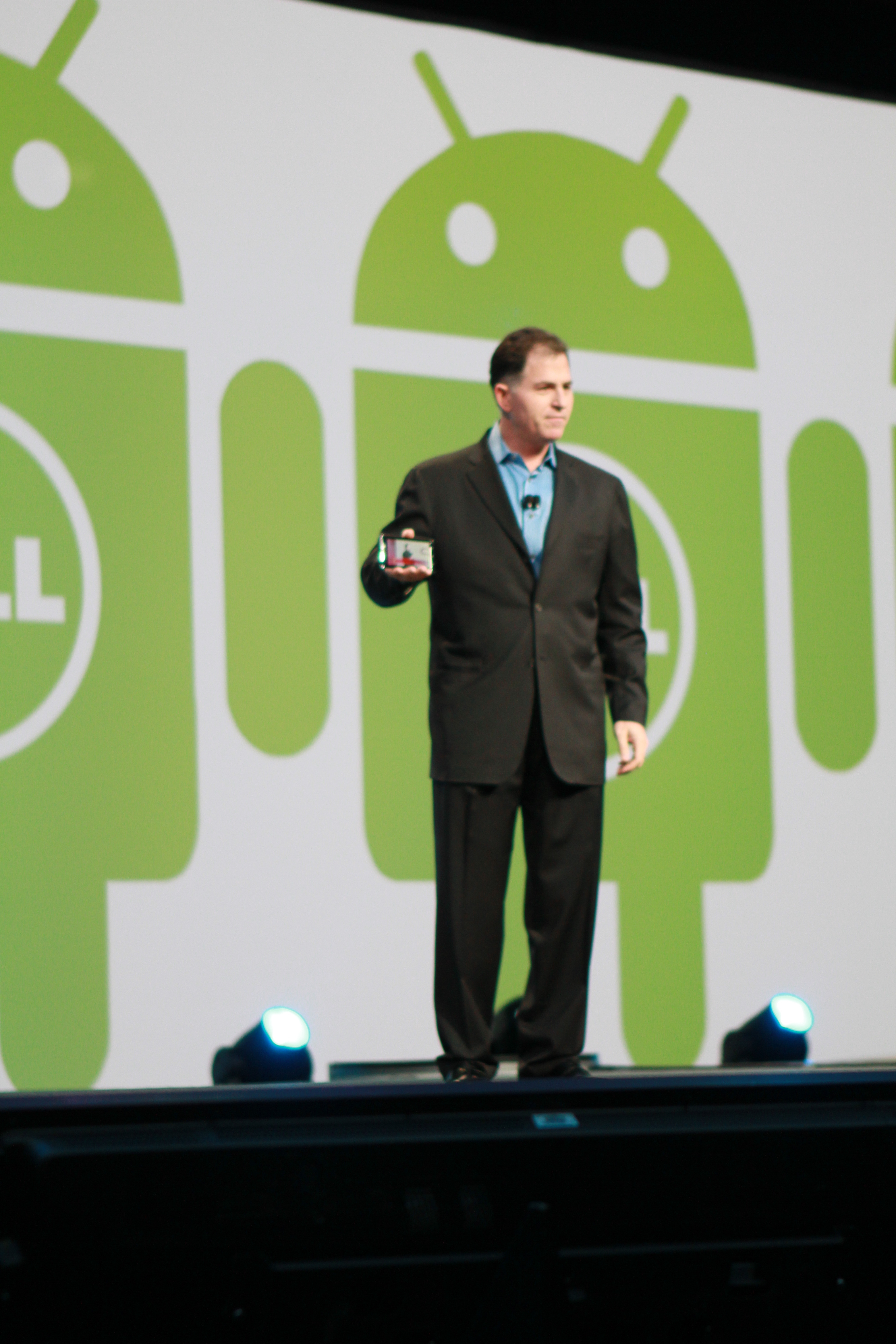
Michael Dell tiene una conferenza all'Oracle OpenWorld, San Francisco, 2010

All'inizio il business è semplice: installa gli hard disk drive nei computer IBM dove non c'erano. Così, racconterà, "li compravamo per tremila dollari e li vendevamo per quattromila con il drive installato". Già il primo anno gli affari superano i cinquantamila dollari; Michael abbandona così l'università per proseguire l'attività con la PC's Limited e affitta come sede una stanza in un condominio. In seguito, trasferisce la sede in un centro commerciale a North Austin con uno staff di tre ragazzi e ribattezza la società Dell. Nel 1996 lancia i suoi primi server e comincia a vendere sul web; nel 2001 la quota di mercato della Dell è già del 12,8%.
Nel 1999 Michael fonda MSD Capital LP per gestire gli investimenti della famiglia: titoli quotata in Borsa, immobili, attività di private equity. Con il tempo l'azienda impiegherà ottanta dipendenti con uffici a New York, Santa Monica e Londra.
Nel febbraio del 2013 Michael compie sulla Dell un'operazione di leveraged buyout insieme al fondo di investimenti Silver Lake Partners, a un consorzio di istituti di credito e a un finanziamento aggiuntivo di Microsoft. Il 30 ottobre dello stesso anno l'azienda ottiene il delisting dal Nasdaq, passando da "Public Company" (Società ad azionariato diffuso) a "Private held company" (Azienda privata)
Nel 2016 la Dell, diventata Dell Technologies dopo l'acquisizione e la fusione con Emc Corporation, ha 101 000 dipendenti e ricavi per 54,9 miliardi di dollari. Quartier generale a Round Rock, nel Texas.

## Riconoscimenti
I riconoscimenti per Dell includono il titolo di "Imprenditore dell'anno" (all'età di 24 anni) dalla rivista Inc.;  "Top CEO in American Business" dalla rivista Worth; "CEO dell'anno" dalle riviste Financial World, IndustryWeek e Chief Executive. Dell ha anche ricevuto nel 1998 il Golden Plate Award dell'American Academy of Achievement e nel 2013 il Bower Award for Business Leadership del Franklin Institute.

## Vita privata
Michael Dell è sposato con Susan e ha quattro figli (tre femmine e un maschio): Kira, Alexa, Juliette e Zachary.
Insieme alla moglie ha dato vita a una fondazione, la Michael & Susan Dell Foundation, che negli ultimi tempi ha fatto parlare di sé per una donazione di 100 milioni di dollari all'University of Texas di Austin.